# 김두식 (1967년)
김두식(金斗植, 1967년 10월 6일 ~ )은 대한민국의 변호사이자 교수이다.

## 칼럼
- 김두식의 고백, 한겨레